# ماكس والر (كاتب)
ماكس والر هو ناقد أدبي وكاتب وشاعر بلجيكي، ولد في 24 فبراير 1860 في بروكسل في بلجيكا، وتوفي في 6 مارس 1889 في بروكسل في بلجيكا.

## وصلات خارجية
- ماكس والر على موقع الموسوعة البريطانية (الإنجليزية)